# Japanischer Leichtathletikverband
Der Japanische Leichtathletikverband (jap. 日本陸上競技連盟, Nihon rikujō kyōgi renmei, kurz Nihon Rikuren; engl. Japan Association of Athletics Federations, kurz JAAF) ist der nationale Leichtathletikverband Japans. Er wurde 1929 gegründet und ist heute als Stiftung (zaidan hōjin, genehmigt 1971) mit Sitz in Shibuya, Präfektur Tokio organisiert. Präsident des Rikuren ist seit 2021 Mitsugi Ogata.

## Präsidenten
- Ryōzō Hiranuma (1929–1958)
- Hiromu Kasuga (1959–1964)
- Ichirō Kōno (1965)
- Kenzō Kōno (1965–1975)
- Hanji Aoki (1975–1999)
- Yōhei Kōno (1999–2013)
- Mitsugi Ogata (2021-)

## Wettbewerbe
Die JAAF richtet neben den nationalen Leichtathletikmeisterschaften – auch für Grund-, Mittel- und Oberschulen – unter anderem die nationalen Präfekturwettbewerbe im Ekiden und verschiedene Straßenläufe aus.